# Eucoptocnemis tripars
Eucoptocnemis tripars là một loài bướm đêm trong họ Noctuidae.